# Ikebana

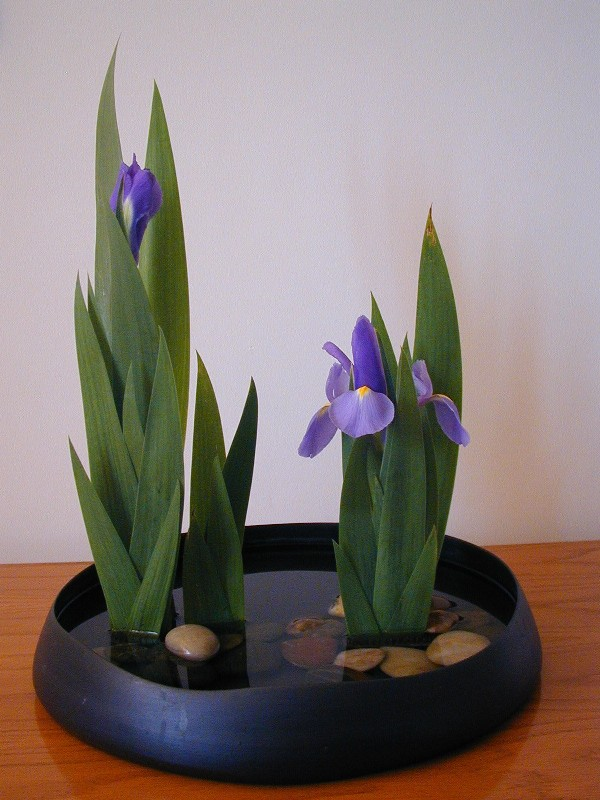
Ikebana, Shobu

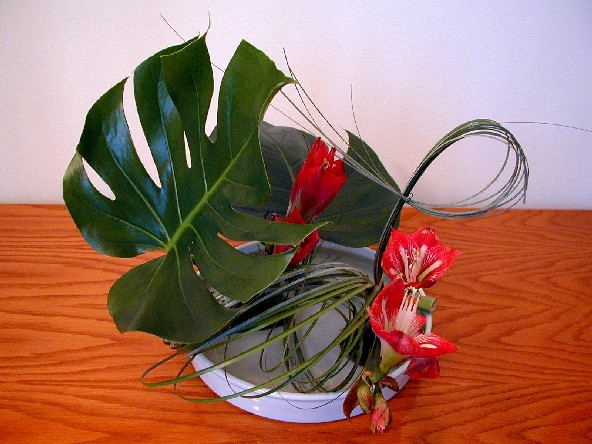
Ikebana, fri stil

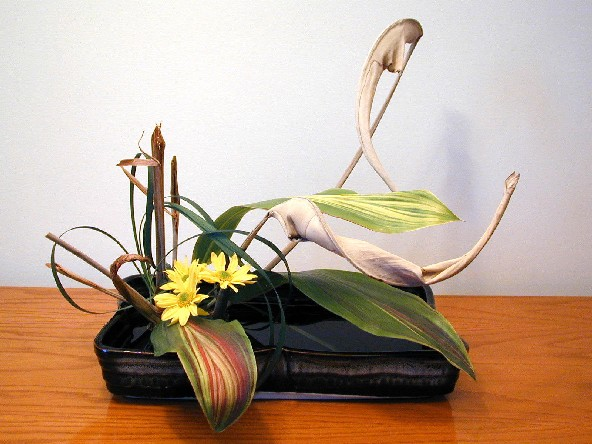
Rinpastil

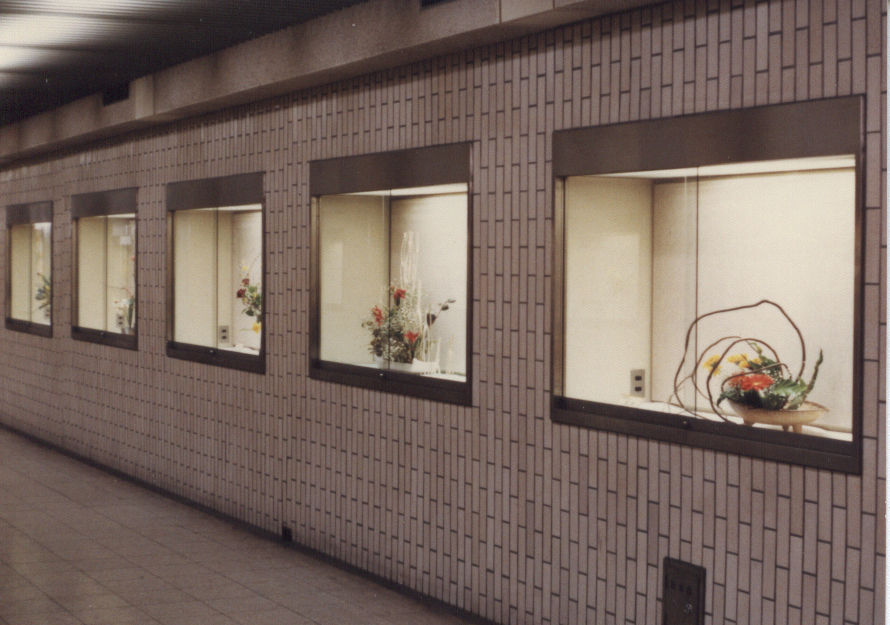
Ikebanautställning i Kyotos tunnelbana

Ikebana kallas den traditionella japanska konsten att arrangera blommor. Där västerländska florister i många fall lägger tyngdpunkten på det dekorativa i mängden blommor, färger och blommornas skönhet i arrangemanget, väljer utövare av ikebana att i hög grad jobba med färgkombinationer, vackra, rena linjer och det estetiska samspelet mellan vas, blommor, blad och stjälkar.
Ikebana-konsten springer ur den gamla buddhistiska rituella ceremonin att placera blommor bredvid Buddha-statyer i templen, vilket började på sexhundratalet e.Kr. Med tiden övertogs konstarten av samurajer och hovmän och efterhand tilläts även kvinnor utöva ikebana. Det blev tillsammans med teceremonin och kalligrafi de konstformer som kvinnor fick lära sig som förberedelse för giftermål.
I utövandet av ikebana finns en stor portion av meditation. Arbetet med arrangemanget sker under tystnad och ikebana förknippas med andligt lugn, med årstiderna och med det levandes förgänglighet. Studier i ikebana sker enligt gammal tradition genom undervisning av mästare till elev. Att bli mästare i ikebana kräver många års studier.

## Organisation
- Ikebana International
- Ikebana International Switzerland

## Ikebanakonstnärer
- Junichi Kakizaki
- Shogo Kariyazaki